# Mansueto Gaudio
Mansueto Gaudio (Vignale Monferrato, 7 agosto 1873 – Santiago del Cile, 23 settembre 1941) è stato un cantante lirico italiano, dotato di una possente voce di basso profondo.

## Biografia
Il vero nome era Gaudio e Mansueto il cognome. Per scelta artistica, il cantante li invertì in Mansueto Gaudio. Dopo aver studiato canto col maestro Lentini, debutta nel 1893 al Politeama di Genova in La traviata. Nel 1899 è al Teatro dell'Opera di Trieste, poi a Torino, dove viene coinvolto in una rissa sul palcoscenico del teatro Carignano, episodio che gli costerà un breve periodo di detenzione. Nel 1900 viene ingaggiato per la stagione lirica alla Scala di Milano dove, sotto la direzione di Arturo Toscanini, il 29 dicembre interpreta il ruolo di Re Marke nella prima di Tristano e Isotta di Richard Wagner con Amelia Pinto e Giuseppe Borgatti.
Grazie al successo ottenuto, si aprono per Gaudio le porte dei teatri d'Europa e del mondo.
Scopre il Cile, paese del quale si innamora profondamente stabilendovi solidi legami, così come con tutto il sudamerica.
La sua carriera prosegue molto attivamente e conosce il suo momento d'oro durante il primo ventennio del XX secolo. Tra i molti teatri in cui si esibisce all'estero, ricordiamo almeno il Teatro Mariinskij di San Pietroburgo (stagioni 1904-1905 e 1909-1910), il Teatro Real di Madrid (stagione 1908-1909) ed il Gran Teatre del Liceu di Barcellona (tra il 1909 ed il 1911). Nel 1906 alla Scala è Iona di Midria nella prima assoluta di La figlia di Iorio di Franchetti, diretto da Leopoldo Mugnone, con Giovanni Zenatello ed Angelica Pandolfini.
Nel 1907 è il protagonista di Mefistofele al Teatro Donizetti di Bergamo e Rodolfo in Loreley, diretto da Cleofonte Campanini, con Ester Mazzoleni, al Teatro Regio di Parma. Nel 1908, al Teatro Regio di Torino, diretto da Tullio Serafin è Veit Pogner ne I maestri cantori di Norimberga, con Angelo Masini; Stromminger ne La Wally, con Maria Farneti, Enrico l'Uccellatore in Lohengrin, con la Farneti e Masini, e Pistola in Falstaff.
Nel 1909 è Rangoni nella prima di Boris Godunov, diretto da Toscanini, con Edoardo Ferrari Fontana, Francesco Dominici, Fëdor Šaljapin e Aristide Baracchi alla Scala. Nel 1911, al Teatro Costanzi di Roma, diretto da Luigi Mancinelli, con Mattia Battistini, è Banquo in Macbeth di Verdi e Gualtiero Farst in Guglielmo Tell; una tournée sudamericana dell'opera Guglielmo Ratcliff di Mascagni, lo vede protagonista, tra l'altro, al Theatro Municipal di Rio de Janeiro, al Teatro Solis di Montevideo ed al Teatro Municipal di Santiago del Cile.
Nel 1913 a Torino è il Grande Inquisitore in Don Carlo diretto da Ettore Panizza con Flora Perini, Giuseppe Nessi e Giuseppe De Luca e Ramfis in Aida di Verdi diretto da Serafin con la Mazzoleni, Maria Gay, Zenatello e Giuseppe Danise per l'inaugurazione della prima stagione lirica in Arena di Verona e diretto da Campanini con Giovanni Martinelli a Parma. Nel 1914 al Teatro La Fenice di Venezia è Gurnemanz in Parsifal diretto da Rodolfo Ferrari ed a Parma Don Bartolo ne Il barbiere di Siviglia, con Graziella Pareto e Riccardo Stracciari.
Il 22 aprile 1915 interpreta il ruolo di Ramfis in Aida con la Gay, in occasione dell'inaugurazione del Gran Teatro dell'Avana, a Cuba. Si esibisce spesso anche al Teatro Colón di Buenos Aires, consolidando le sue ottime relazioni col sudamerica. L'Italia rimane comunque il paese in cui canta maggiormente. Il 26 dicembre 1916 alla Scala è il Gran Sacerdote nella prima di Fernando Cortez, diretto da Panizza con la Mazzoleni, Icilio Calleja e Danise. Nel 1917 è Don Alfonso d'Este in Lucrezia Borgia, diretto da Panizza con la Mazzoleni, Alessandro Bonci e Baracchi al Teatro Comunale di Bologna.
Nel 1922 Toscanini insiste per averlo nuovamente alla Scala, dove Mansueto Gaudio si esibisce come Sparafucile in Rigoletto, Pistola in Falstaff e Pimen nel Boris Godunov. La poderosa voce da autentico basso profondo, unita alla figura imponente, gli permettono d'interpretare con efficacia un gran numero di ruoli (ad esempio, fu un acclamato Mefistofele), in special modo nell'ambito dell'opera italiana e francese. Verso la fine degli anni venti, si stabilisce definitivamente a Santiago del Cile, dove fonda e dirige un'Accademia di canto. 
Nelle sue ultime esibizioni documentate, ha interpretato Padre Guardiano (La forza del destino) e Don Basilio (Il barbiere di Siviglia), entrambe allestite nel settembre del 1930 al Teatro Municipal di Santiago.

## Ilcontrofa
Durante la sua carriera, Gaudio ha avuto modo di esibirsi al fianco di celebri cantanti della sua epoca. Tra questi il tenore Giacomo Lauri-Volpi (1892-1979) il quale, nella sua autobiografia, racconta come il basso livornese (così lo definisce Lauri-Volpi), quando vestiva i panni di Sparafucile, concludeva il duetto dell'atto I con Rigoletto emettendo il Fa grave previsto da Verdi con un'intensità sbalorditiva. Lauri-Volpi ricorda con particolare impressione quella nota - che lui chiama controfa - descrivendola come una sorta di "infrasuono" che si spandeva per tutta la sala come una minacciosa onda sismica.

## IlClub 1873
Con questa espressione è consuetudine alludere ad un ristretto gruppo di artisti dell'opera lirica, i quali hanno in comune l'essere nati in quel particolare anno. Scorrendo i nomi, possiamo ben dire che il 1873 fu davvero qualitativamente formidabile; ad esempio, i tenori Enrico Caruso e Leo Slezak, il basso Feodor Šaljapin, il soprano Antonina Nezhdanova oltre, naturalmente, a Mansueto Gaudio, fanno tutti parte del cosiddetto Club 1873.

## Discografia
La carriera di Gaudio si è sviluppata contemporaneamente al nascere dei primi rudimentali strumenti per la registrazione del suono. Esiste una non vasta ma certamente significativa discografia, edita da Gramophone Record e da Victor Record, che include i seguenti brani:
- Ninna nanna, dalla Mignon di Thomas
- Eia, Mater, dallo Stabat mater di Rossini
- Ave Signor e Folletto, folletto, dal Mefistofele di Boito
- Dal tuo stellato soglio, dal Mosè in Egitto di Rossini
- Lo vedremo, o veglio audace, dall'Ernani di Verdi
- Quartetto da La bohème di Puccini